# 小泉のん
小泉 のん（こいずみ のん、2005年9月27日 - ）は、日本のファッションモデル。山梨県出身。オスカープロモーション所属。

## 略歴
Popteen専属モデル昇格をかけたリアリティーショーの第二弾、『第2次Popteenカバーガール戦争』（通称、第2次ポプ戦）が、AbemaTVで製作され、同番組の「全国100人オーディション」に応募する。書類選考を通過した100人は、フリーダンス審査、誌面を想定した写真撮影などを経て、12名が面接による最終審査に進んだ。小泉は、Popteen専属モデルおよび編集部による面接の場で、Popteenとの出会いが契機となり、ダイエットに努めた過去を語る。こうして小泉は、「第2次ポプ戦」の新メンバー6人に選ばれた。「第2次ポプ戦」では、レギュラーモデルから選抜された6名と新メンバー6名の計12名が、専属モデルの座を争った。最終回では、読者アンケート結果、Youtube動画の評価、ツイッターでのリツイート数、専属モデルと雑誌スタッフの投票による総合ポイントで専属モデル3名昇格が決まるが、小泉は、この選に漏れた。
「第2次ポプ戦」終了後、『Popteen』2019年10月号より同誌レギュラーモデルとなる。
『第3次Popteenカバーガール戦争』（通称、第3次ポプ戦）が、AbemaTVで製作され、小泉を含むレギュラーモデル4期生6名は、新メンバーとともに専属モデルの座を競った。中間総選挙は第7位で通過する。AbemaTVでの最終課題は、3チームに分かれて、ファン50組とTikTokを撮ることであったが、小泉らのチームは、制限時間内に終了せず、ポプ戦での先輩格である小泉は、自らの仕切り次第では勝てたのではと涙ながらに自責の念を表した。最終回で、総合ポイント1､2位の福富つきと権隨玲が、Popteen専属モデル昇格を決め、4位の小泉は、昇格が叶わなかった。
2020年6月27日、ABEMA「PayPerView」で生配信されたファッションイベント「Tokyo Virtual Runway Live by GirlsAward」の一幕として、Popteenモデルによるステージが演じられたが、生見愛瑠、鶴嶋乃愛、浪花ほのからの専属モデルとともに、レギュラーモデルの小泉と川端結愛がメンバー10名に選抜される。
『Popteen』2020年6月号から8月号の「レギュラーモデル総選挙」で3位となり、10月号で同誌専属モデルに昇格、初表紙も飾る
。
2021年、第93回選抜高等学校野球大会「センバツ応援イメージキャラクター」に選ばれる。
『Popteen』2022年5月号からはじまったダイエット企画に失敗し、同誌専属モデルからレギュラーモデルに降格となった。
2024年2月29日、専属モデルへの復帰を報告する。
2024年12月31日、Popteen専属モデルを卒業する。

## 人物
- 自らの体験に基づくダイエット方法をSNSで発信している[23]。
- 小学校4年生からPopteenを愛読している[16]。
- 好物はタン塩の焼肉[16]。

## 出演

### テレビ（バラエティ番組など）
- 突然ですが占ってもいいですか？（2022年8月29日、フジテレビ）[24]

### テレビドラマ
- 天使の耳〜交通警察の夜（2023年3月20日、NHK BS4K / 6月10日、NHK BSプレミアム / 2024年4月2日・9日、NHK総合） - 御厨友紀 役[25][26]
- GO HOME〜警視庁身元不明人相談室〜 第6話（2024年8月24日、日本テレビ） - サユ 役[27]

### インターネットテレビ
- 第2次Popteenカバーガール戦争（2019年4月19日 - 2019年7月19日、AbemaTV）[4][5]
- 第3次Popteenカバーガール戦争（2019年10月4日 - 2020年1月17日、AbemaTV）[28][11]
- #オルガン坂生徒会（2019年12月7日 - 、DHCテレビ）[29][30][31]

### イベント
- デジタル超十代 2019（2019年11月9日、SHIBUYA109前特設ステージ）[32][33][34]

### 広告
- みのおキューズモール（2020年）モデル[35][36]
- 仙台育英学園高等学校（2020年7月5日）ライブ配信オープンキャンパス[37][38][39]
- 第93回選抜高等学校野球大会「センバツ応援イメージキャラクター」（2021年）[19]

## 書籍

### 雑誌
- Popteen増刊 Popteenカバーガール戦争公式攻略本（2019年9月号、角川春樹事務所）[40]
- Popteen（2020年10月号 - 、角川春樹事務所）専属モデル[16]